# Kitahiroshima
Ne doit pas être confondu avec le bourg de Kitahiroshima.
Kitahiroshima (北広島市, Kitahiroshima-shi) est une ville située dans la sous-préfecture d'Ishikari, à Hokkaidō au Japon.

## Géographie

### Situation
Kitahiroshima est située dans l'ouest de l'île de Hokkaidō. Elle jouxte la ville de Sapporo à l'ouest.

### Démographie
En septembre 2021, la population de la ville de Kitahiroshima était de 57 850 habitants répartis sur une superficie de 119,05 km2.

### Hydrographie
La ville est bordée par la rivière Chitose au nord-est.

## Histoire
Le village de Hiroshima a été fondé en 1884. Il obtient le statut de bourg en 1968. En 1996, La municipalité obtient le statut de ville et est renommée Kitahiroshima.

## Transports
La ville est desservie par la ligne Chitose de la JR Hokkaido.

## Honneur
L'astéroïde (12012) Kitahiroshima porte son nom.